# Hermann Barnefske
Hermann Barnefske (* 11. April 1908 in Habinghorst; † 7. September 1993) war ein deutscher Politiker (SPD). Er war Abgeordneter im Landtag von Nordrhein-Westfalen.

## Leben
Barnefske besuchte nach der Volksschule eine Berufsschule, an der er mehrere Lehrgänge und Kurse ablegte, um anschließend eine kaufmännische Lehre zu absolvieren. Anschließend arbeitete er in seinem erlernten Beruf. Ab 1927 war er Mitglied des Allgemeinen Deutschen Gewerkschaftsbundes und des Reichsbanners. Im Jahr 1928 trat er der SPD bei, für die er nach dem Zweiten Weltkrieg auch in den Landtag Nordrhein-Westfalens gewählt wurde. Diesem gehörte er insgesamt fünf Wahlperioden vom 20. April 1947 bis zum 23. Juli 1966 an, er wurde stets über ein Direktmandat im Wahlkreis 105 Castrop-Rauxel gewählt. Zudem war er ab 1946 Ratsmitglied der Stadt Castrop-Rauxel, von 1955 bis 1961 Erster Vorsitzender des Stadtverbandes Castrop-Rauxel der SPD und Mitglied der Gewerkschaft Öffentliche Dienste, Transport und Verkehr.
Von 1942 bis 1945 war er bei der deutschen Wehrmacht und geriet am Kriegsende in Kriegsgefangenschaft.

## Ehrungen
- 1965: Großes Verdienstkreuz der Bundesrepublik Deutschland

## Weblink
- Hermann Barnefske beim Landtag Nordrhein-Westfalen

| Personendaten    | Personendaten                  |
| ---------------- | ------------------------------ |
| NAME             | Barnefske, Hermann             |
| KURZBESCHREIBUNG | deutscher Politiker (SPD), MdL |
| GEBURTSDATUM     | 11. April 1908                 |
| GEBURTSORT       | Habinghorst                    |
| STERBEDATUM      | 7. September 1993              |